# 小叶鹅耳枥
小叶鹅耳枥（学名：Carpinus turczaninowii var. stipulata）为桦木科鹅耳枥属下的一个变种。

## 扩展阅读
- 維基物種上的相關：小叶鹅耳枥